# 中条泰治
中条泰治（日语：／ Chūjō Yasuharu，1965年5月12日—），日本男子游泳运动员。他曾代表日本参加2000年夏季残疾人奥林匹克运动会游泳比赛，获得男子4×100米混合泳接力S11-13级金牌。